# Mammoth Cave
Mammoth Cave est une grotte américaine dans le Kentucky. Plus longue cavité naturelle du monde, elle est protégée au sein du parc national de Mammoth Cave. Plusieurs structures à l'intérieur et l'extérieur sont en outre incluses dans le district historique de Mammoth Cave, un district historique inscrit au Registre national des lieux historiques depuis le 8 mai 1991. Elle a été explorée et cartographiée par l'explorateur Stephen Bishop à parti de 1838.